# Nordöstprovinsen, Sri Lanka

Nordöstprovinsen

Nordöstprovinsen i Sri Lanka var under en period en sammanslagning av Nordprovinsen och Östprovinsen. Dessa provinser är numera separata enheter.